# 卢卡斯·恩讷贝
盧卡斯·恩訥貝（1967年7月27日—2023年12月26日），或作路加·俄南貝、伊年比，印度尼西亞政治人物，現任巴布亞省省長。
2017年9月27日，恩訥貝被肅貪委員會視為貪汙嫌犯。他的支持者向印尼國家人權委員會抗議，主張此肅貪議題因 2018年的巴布亞省長選舉而政治化。肅貪委員會後將恩訥被列為挪用巴布亞獎學金貪腐案的證人，恩訥貝當面對委員會澄清其財產申報。